# Siemens & Halske Sh 22
Siemens & Halske Sh 22 — немецкий поршневой звездообразный 9-цилиндровый авиадвигатель воздушного охлаждения, разработанный в 1928 году.

## История
Представляет собой ряд доработок конструкции Bristol Jupiter IV, лицензию на выпуск которого компания Siemens приобрела в 1929 году. В ранних типах, Sh.20 и Sh.21, был внесён ряд изменений, преимущественно относившихся к переводу его чертежей в метрическую систему. У Sh. 22 изменению подверглись также параметры цилиндров и ход поршня, что позволило несколько увеличить мощность двигателя (а у модификации Sh 22B с одноступенчатым компрессором и эпициклическим редуктором системы Farman — довести её до 660 л.с.). 
В ходе проходивших во второй половине 1930-х годов нескольких реорганизациях компании, а также внедрения военной номенклатуры RLM, двигатель последовательно именовался Sh 22, SAM 22, Bramo 322 и BMW-Bramo 322.
Sh 22/ Bramo 322 имел репутацию не самого надёжного, на основе его конструкции в 1936 году был разработан более успешный Bramo 323.

## Применение
Германия
- Dornier Do 11
- Dornier Do 19
- Fieseler Fi 98
- Heinkel He 46
- Heinkel He 50
- Henschel Hs 122
- Junkers W 34
- прототип Junkers Ju 86ab1